# 原生地域

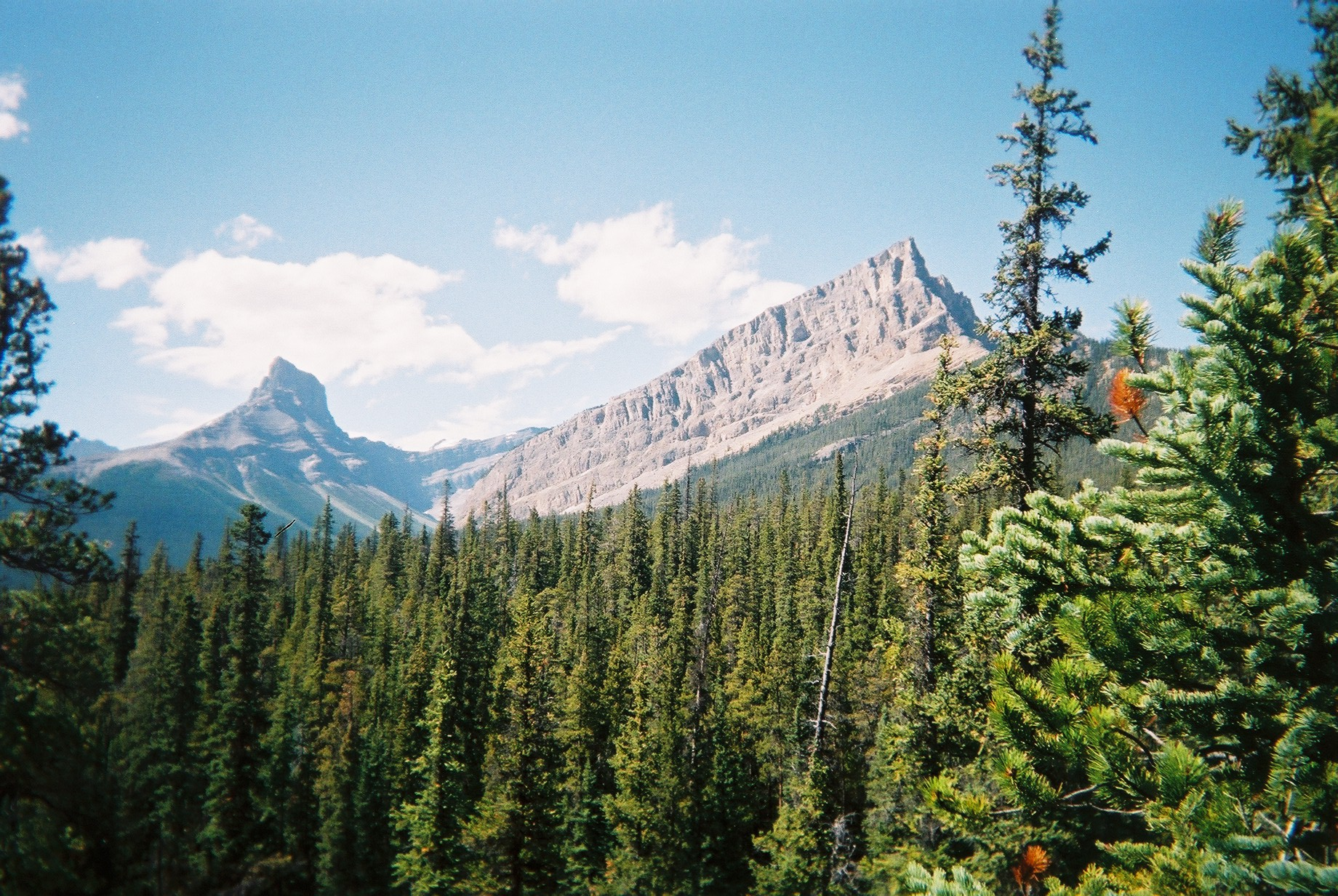
カナダ、カナディアンロッキーのWhite Goat Wilderness Area

原生地域（げんせいちいき、英: wilderness）は、地球上で、人間によって手が加えられていない自然環境である。原始地域（げんしちいき）などとも呼ばれる。

## 概要
原生地域として最もよく知られているのは、原生林であろう。しかしながら、原生林は原生地域の代表的な例ではあるが、森林に限らず平原や湖沼などのあらゆる自然地形が原生地域に含まれうる。
コンサベーション・インターナショナル（Conservation International）による"Wilderness: Earth's Last Wild Places"という書籍では、原生地域を、本来の植生が70%以上の地域で残っており、10,000 km2以上の広さがあり、人口密度が5人/km2以下の地域と定義している。そして、この定義によれば、地球上の46%が原生地域にあたるとされる。
英語の「wilderness」は聖書におけるアラビアの砂漠地域を語源としており、ヨーロッパから北アメリカ大陸への植民と開拓において自然環境の表現に使われた。西部開拓時代にはアメリカ先住民の土地を未開拓の地として定義し、侵略を正当化する概念としてもウィルダネスが利用された。アメリカ合衆国では原生自然法（1964年）が制定され、「風景に人や人工物が介在せず、大地と生命のコミュニティが人によって拘束されていない地域」と定義された。法律に基づいて原生地域が指定され、国立公園など保護の対象となっている。

## 芸術におけるウィルダネス
初期のアメリカ文学においてウィルダネスは重要な概念とされ、ネイチャーライティングなどのジャンルではウィルダネスに着目した作品がある。ラルフ・ウォルドー・エマーソンは著作の「自然論」（1836年）や「アメリカの学者」（1837年）で、アメリカ大陸の自然を独自の文芸素材だと解釈した。ジョン・ミューアはカリフォルニア州のヨセミテ渓谷を踏破して自然空間の貴重さを論じた。アルド・レオポルドは生態学的・倫理的な面からウィルダネスを解釈し、著作『野生のうたが聞こえる』（1949年）では自然環境も共同体に含まれるとする土地倫理を提唱した。エドワード・アビーは『砂の楽園』（1968年）において、ウィルダネスが失われたものであると共に保存すべきものであるとして両義的な性質を表現した。